# Naturdenkmal Hudebuchen

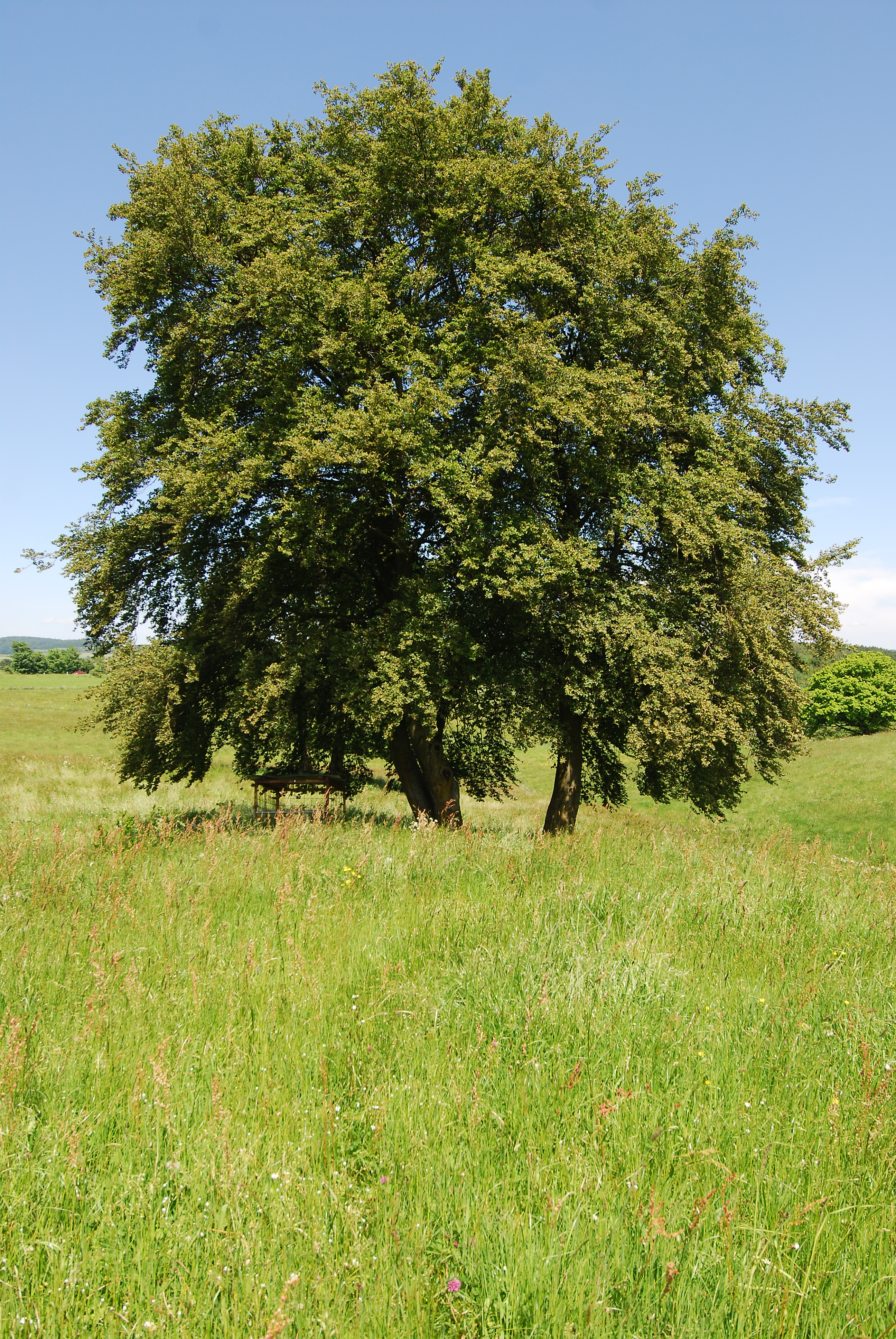
Naturdenkmal Hudebuchen, nördliche Baumgruppe

Das Naturdenkmal Hudebuchen befindet sich südlich von Oberschledorn im Stadtgebiet von Medebach. Die Bäume wurden 2003 mit dem Landschaftsplan Medebach durch den Hochsauerlandkreis als Naturdenkmal (ND) ausgewiesen. Bei den Hudebuchen handelt es sich um zwei Baumgruppen, die aus drei bzw. fünf Rotbuchen bestehen. Die Bäume sind teilweise am Fuß zusammengewachsen. Die beiden Baumgruppen stehen in einem weiten Grünlandbereich und sind ein weithin sichtbares Landschaftselement. Der Brusthöhendurchmesser der Bäume betrug bei Ausweisung 2003 als Naturdenkmal etwa 60 cm. Auf der gleichen Grünlandfläche steht östlich das Naturdenkmal Freistand-Eiche. Beide Naturdenkmale sind ein Relikt der ehemaligen Weidenutzung.